# Óttar Magnús Karlsson
Óttar Magnús Karlsson (Reikiavik, 21 de febrero de 1997) es un futbolista islandés. Juega de delantero y su equipo es la A. C. Renate de la Serie C de Italia. Es internacional absoluto por la selección de Islandia desde 2017.

## Trayectoria
El 25 de septiembre de 2020 fichó por tres años por el Venezia F. C. de la Serie B de Italia. Los siguientes años fue cedido al Siena, Oakland Roots de Estados Unidos y al Virtus Francavilla.

## Selección nacional
Fue internacional en categorías inferiores por Islandia. Debutó en la selección absoluta el 10 de enero de 2017 ante China en la China Cup 2017.

## Clubes
| Club                          | País           | Año           |
| ----------------------------- | -------------- | ------------- |
| Víkingur Reykjavík            | Islandia       | 2013          |
| Ajax de Ámsterdam             | Países Bajos   | 2015-2016     |
| Sparta de Róterdam (préstamo) | Países Bajos   | 2015-2016     |
| Víkingur Reykjavík            | Islandia       | 2016          |
| Molde FK                      | Noruega        | 2017-2018     |
| Trelleborgs FF (préstamo)     | Suecia         | 2018          |
| Mjällby AIF                   | Suecia         | 2019          |
| Víkingur Reykjavík            | Islandia       | 2019-2020     |
| Venezia F. C.                 | Italia         | 2020-2024     |
| ACN Siena 1904 (préstamo)     | Italia         | 2021-2022     |
| Oakland Roots (préstamo)      | Estados Unidos | 2022          |
| Virtus Francavilla (préstamo) | Italia         | 2023          |
| Vis Pesaro (préstamo)         | Italia         | 2023-2024     |
| S. P. A. L.                   | Italia         | 2024-2025     |
| A. C. Renate                  | Italia         | 2025-presente |

## Palmarés

### Títulos nacionales
| Título           | Club               | País     | Año  |
| ---------------- | ------------------ | -------- | ---- |
| Copa de Islandia | Víkingur Reykjavík | Islandia | 2019 |